# 구성환
구성환(1980년 6월 30일~ )은 대한민국의 배우이다.

## 출연작

### 영화
- 《탈출: 프로젝트 사일런스》 (2024년) - 버스 기사 역
- 《다우렌의 결혼》 (2024년) - 영태 역
- 《제비》 (2023년) - 상현 역
- 《두번할까요》 (2019년) - 차 대리 역
- 《택시운전사》 (2017년) - 순천 카센터 직원 역
- 《26년》 (2012년) - 용구 역
- 《포화 속으로》 (2010년) - 남식 역
- 《꽃비》 (2010년) - 진오 역
- 《7인의 초인과 괴물 F》 (2008년, 단편 영화) - 고수씨 역
- 《강철중: 공공의 적 1-1》 (2008년) - 성진 역
- 《GP506》 (2008년) - 현재 변운전병 역
- 《무방비도시》 (2008년) - 이 형사 역
- 《스카우트》 (2007년) - 조봉구 역
- 《상어》 (2007년) - 영철 역
- 《홀리데이》 (2006년) - 죄수 역
- 《바람의 파이터》 (2004년) - 곡마단 삐에로 역
- 《하류인생》 (2004년) - 춘식 역

### 드라마
- 《삼식이 삼촌》 (2024년, 디즈니+) - 구해준 역
- 《한강》 (2023년, 디즈니+) - 오중택 역
- 《파친코》 (2022년, 애플TV) - 정씨형제 역
- 《악의 마음을 읽는 자들》 (2022년, SBS) - 황대선 역
- 《지리산》 (2021년, tvN) - 두원 역
- 《스토브리그》 (2019년 ~ 2020년, SBS) - 이준모 역
- 《99억의 여자》 (2019년 ~ 2020년, KBS2) - 흑곰 역
- 《60일, 지정생존자》 (2019년, tvN) - 이강훈 중사 역
- 《연남동 539》 (2018년, MBN)
- 《통 메모리즈》 (2016년, 웹드라마) - 공소민 역
- 《더 바이러스》 (2013년, OCN) - 김문수 역

## 수상 목록
- 2024년 MBC 방송연예대상 남자 신인상